# Neustupov
Neustupov (en allemand : Neustupow) est un bourg (městys) du district de Benešov, dans la région de Bohême-Centrale, en République tchèque. Sa population s'élevait à 536 habitants en 2020.

## Géographie
Neustupov se trouve à 6 km au sud-est de Votice, à 19 km au sud de Benešov et à 55 km au sud-sud-est de Prague.
La commune est limitée par Jankov au nord, par Ratměřice, Jankov, Sebirov et Slapsko à l'est, par Oldřichov et Miličín au sud, et par Smilkov et Votice à l'ouest.

## Histoire
La première mention écrite de la localité date de 1279.